# كوسراي
كوسراي (بالإسبانية: Kosrae)‏ المعروفة سابقا باسم كوساي أو جزيرة سترونغ، هي جزيرة في ولايات ميكرونيسيا المتحدة. وتعد ولاية كوسراي واحدة من الولايات الأربع في ولايات ميكرونيسيا المتحدة، وتشمل جزيرة كوسراي الرئيسية وعدد قليل من الجزر والجزر القريبة، وأهمها جزيرة ليلو المأهولة (500 1 شخص).
تبلغ مساحة كوسراي 110 كيلومترات مربعة (42 ميلاً مربعاً)، ويسكنها 6600 شخص. وعاصمة الولاية
هي تيفول، وأعلى نقطة هي جبل فينكول حيث يبلغ ارتفاعه 634 مترا (2080 قدم).